# Championnat de république démocratique du Congo de football 1999
Navigation
Saison précédente Saison suivante
La Linafoot 1999 est la 38e édition du championnat national, une compétition de football en République démocratique du Congo.

## Phase des groupes

### Groupe A (sud)
| Rang | Équipe               | Pts | J | G | N | P | Bp | Bc | Diff |  | Résultats (▼ dom., ► ext.) | Maz | Ste | Sba |
| ---- | -------------------- | --- | - | - | - | - | -- | -- | ---- |  | -------------------------- | --- | --- | --- |
| 1    | SM Sanga Balende     | 8   | 4 | 2 | 2 | 0 | 1  | 1  | 0    |  | SM Sanga Balende           |     | 1-1 |     |
| 2    | TP Mazembe           | 5   | 4 | 1 | 2 | 1 | 4  | 1  | +3   |  | TP Mazembe                 |     |     | 3-0 |
| 3    | FC Saint Eloi Lupopo | 2   | 4 | 0 | 2 | 2 | 0  | 3  | -3   |  | FC Saint Eloi Lupopo       |     |     |     |

### Groupe B (ouest)
| Rang | Équipe       | Pts | J | G | N | P | Bp | Bc | Diff |  | Résultats (▼ dom., ► ext.) | Vcl | Dcmp | Dra |
| ---- | ------------ | --- | - | - | - | - | -- | -- | ---- |  | -------------------------- | --- | ---- | --- |
| 1    | AS Vita Club | 4   | 3 | 1 | 1 | 0 | 4  | 2  | +2   |  | AS Vita Club               |     |      | 2-0 |
| 2    | DCMP         | 4   | 2 | 1 | 0 | 1 | 1  | 0  | +1   |  | DCMP                       |     |      |     |
| 3    | AS Dragons   | 4   | 1 | 0 | 1 | 2 | 2  | 5  | -3   |  | AS Dragons                 | 2-2 | 0-1  |     |

## Play-off
| Rang | Équipe           | Pts | J | G | N | P | Bp | Bc | Diff |  | Résultats (▼ dom., ► ext.) | Dcmp | Maz | Vcl | Sba |
| ---- | ---------------- | --- | - | - | - | - | -- | -- | ---- |  | -------------------------- | ---- | --- | --- | --- |
| 1    | DCMP             | 0   | 0 | 0 | 0 | 0 | 0  | 0  | 0    |  | DCMP                       |      |     |     |     |
| 2    | TP Mazembe       | 0   | 0 | 0 | 0 | 0 | 0  | 0  | 0    |  | TP Mazembe                 |      |     |     |     |
| 3    | AS Vita Club     | 0   | 0 | 0 | 0 | 0 | 0  | 0  | 0    |  | AS Vita Club               |      |     |     |     |
| 4    | SM Sanga Balende | 0   | 0 | 0 | 0 | 0 | 0  | 0  | 0    |  | SM Sanga Balende           |      |     |     |     |